# 공주님 조심하세요
공주님 조심하세요(일본어: 姫様 ご用心 히메사마 고요진[*])는 2006년에 제작된 TV 애니메이션. 산뜻해 보이는 제목과 달리, 본 작품은 '갤럭시 엔젤'을 제작했던 제작진들이 다시 한 번 뭉져 만들어 낸 오리지널 판타지 코미디 애니메이션이라고 한다.
어느날 갑자기 나타난 왕관 때문에 하루 아침에 한 나라의 공주가 되어 버린 주인공 '히메코'와 왕관을 빼앗으러 온 진짜 공주 '나나'의 왕관 쟁탈전을 중심으로 저마다의 목적을 갖고, 히메코 주위로 모여드는 개성 강한 캐릭들이 펼치는 코미디물이라고 한다.

## 등장인물
＊성우 순서는 '일본 성우/더빙판 성우'로 기술되었으며, 인물에 대한 소개는 애니 내용과 인터넷에 떠돌아 다니는 정보들을 바탕으로 저술되었음.
츠바키 히메코(椿 姫子)(한국명-히메라)
성우 - 신타니 료코/윤미나
본 작품의 주인공. 테니스부에 소속된 지극히 평범한 여고생. 그러나 어느날 우연히 레슬리 일당이 훔친 왕관을 갖게 되었고, 그 정체불명의 큰 왕관을 머리에 쓴 순간부터 그녀는 하루 아침에 한 나라의 공주님이 되어 버리고 말았다.
먹을 것에 약하고 외국인 컴플렉스가 있어, 외국인을 만나면 도망치곤 한다.
나나(ナーナ)
성우 - 미야자키 우이/이용신
본 작품의 또다른 주인공. 히메코가 쓴 왕관의 진짜 주인인 꼬마공주. 자신의 왕관을 되찾으려고 히메코 주변을 머물고 있다. 그러나 언제부터 히메코에게서 왕관을 뱃으려고 하지 않고, 히메코와 친하게 지냄.
바 나나(バ・ナーナ)
성우 - 치바 치에미/임주현
나나랑 같이 다니는 새끼 고릴라. 나나가 하는 말은 잘 들으나 다른 사람이 하는 말은 잘 듣지 않는다.
레슬리가 흘린 트렁크 속옷을 입고 있으며, 항상 바나나를 먹고 있다.
미스즈 아오이(美涼 葵)(한국명-아다린)
성우 - 요시미즈 코즈에/이현선
히메코가 다닌 고등학교의 이사장 따님이자 히메코의 테니스부 선배. 자신의 신분과 경제력을 등에 두고 있어서 그런지 오만방자한 모습을 보이곤 한다. 그러나 히메코가 공주가 된 이후부턴 그에게 계속 불행이 찾아오곤 한다.
나바나 소바나(菜花 そばな)
성우 - 사와시로 미유키/장은숙
히메코와 어린 시절부터 친하게 지낸 친구로, 옆집에 살고 있음. 항상 고양이 모양의 손인형을 가지고 다니며, 모든 의사소통을 손인형을 통해서 한다.(참고로 그녀는 학교에서 손인형 연극부에 소속되었다고 함.)
코이데 마리(小出 まり)
성우 - 시라토리 유리/이용신
히메코의 담임이자 테니스부의 고문. 학생의 일보다 항상 자신의 입장을 우선적으로 생각하는 인물. 권력에 약하고, 항상 강자에게 아첨을 떤다고 함.
레슬리(レスリー)
성우 - 타다노 요헤이/변영희
자칭 '세계 제일의 대도둑'. 어느 정체불명 조직의 의뢰를 받고 왕관을 박물관에 훔쳤으나, 이런사정으로 인해 왕관이 히메코에게 넘어 갔다. 이후 의뢰를 넘어서 도둑으로서의 자신의 자존심을 지키기 위해, 그녀 곁을 맴돌며 왕관을 되찾으려고 분투중.
도둑이다 보니, 변장과 연기, 탈출, 화술에 매우 능통함.
카렌(カレン)
성우 - 치바 치에미/임은정
레슬리의 파트너이자 친구. 레슬리와 함께 도둑질을 하고 있으며 주로 기술 부분 담당. 레슬리에 비해, 도둑으로서 어리숙한 면이 보이곤 한다.
랏세 왕자(가짜)(ラッセ 王子)
성우 - 사나다 아사미/이현주
자칭 '세계 제일의 결혼사기단'. 정체불명의 조직의 의뢰를 받고 히메코의 왕관을 빼앗으려고 랏세 왕자인 척 등장한다. 허나 나이가 어린 탓에 자신이 랏세 왕자라는 말을 아무도 믿지 않는다. 그래서 자신이 랏세 왕자임을 증명하려고 히메코 주변을 맴돌며 노력을 하고 있음.
아드론(アドロン)
성우 - 토리우미 코스케/유호한
정체불명의 조직의 의뢰를 받고, 왕관을 빼앗기 위해 히메코에게 접근한 닌자. 그리고 그녀를 죽여 왕관을 빼앗기 위해 히메코의 경호원으로 들어오게 된다. 그러나 히메코와 황당한 일을 겪고 나서 그녀에게 호감을 품게 되고, 그로 인해 히메코를 죽일 기회가 있어도 차마 죽이지 못 하고, 오히려 위기에 빠진 그녀를 종종 도와주게 된다.
미스 요코(ミス・ヨーコ)(한국명-요요)
성우 - 카이다 유코/임주현
어둠의 세계에 인재파견회사 사장. 수령X와 같이, 왕관을 되찾으려고
수령 X(首領 X)
성우 - 와카모토 노리오/유호한
왕관을 노리는 정체불명의 조직의 보스. 음흉한 목소리와 달리, 실물은 미남. 왕관을 되찾으려고 함정을 만들거나 요코를 통해서 왕관을 빼앗을 인재를 보내곤 한다.
이모 대신(イーモー大臣)
성우 - 카나이 미카
어릴 적에 잃어버린 공주님을 찾으러 왔다고 하는, 고양이 행성의 신하. 히메코에게 나타나 히메코를 어릴 적에 잃어버린 자신들의 공주님이라며, 그녀를 자신의 별로 데려 가려고 한다. 허나 그는 단순히 왕관을 쓰고 있는 사람이나 동물을 공주라고 여기는 듯 한, 매우 이상한 태도를 보인다.
나나를 자신의 행성으로 데려갔으나, 이후 나나와 다시, 지구로 오나 자신들이 타고 온 우주선이 망가져 지구에 정착하게 되며, 그 우주선을 개조해 카레라면집을 열게 된다.
츠바키 산쥬로(椿 山十郎)
성우 - 츠지 신파치/윤세웅
히메코의 아버지로, 평범한 순경. 그러다 히메코가 공주님이 되면서 근위대장이 된다.
츠바키 에비네(椿 えびね)
성우 - 아마노 유리/이현주
히메코의 어머니로, 매우 평범한 가정 주부. 히메코가 공주가 되면서 메이드장이 된다.

## 나나어(ナーナ語)
나나어(ナーナ語)는 극 중 나나가 쓰는 작품 고유의 언어. 일본어를 로마자로 입력했을 때, 누른 키에 해당하는 카타카나 입력을 연결해 읽은 것이 나나어라고 한다.
ex)バイバーイ → baiba-i → コチニコチホニ
DVD판에선 나나어의 의미를 알 수 있게 자막이 들어가 있으며, 플레이어로 DVD를 볼 때, 일본어 자막을 ON으로 설정하는 것으로 일본어 번역을 볼 수 있다고 한다.